# Yasmine Dimassi
Yasmine Dimassi (arabe : ياسمين الديماسي) est une actrice tunisienne qui vient du théâtre.

## Biographie
Elle intègre une formation d'actrice entre 2009 et 2010 au sein d'El Teatro, sous la direction de Taoufik Jebali.
Elle effectue par ailleurs du doublage de séries turques en dialecte tunisien.
En 2019, elle obtient le prix du Festival du cinéma tunisien dans la catégorie « meilleure actrice » pour son rôle dans le feuilleton Nouba d'Abdelhamid Bouchnak et pour son rôle dans son film, Dachra.

## Théâtre
- 2014 : L'Isoloir 2 de Taoufik Jebali[4]
- 2015 : Le pėchė du succès de Meriem Bousselmi
- 2016 : Malédiction de Taoufik Jebali
- 2017 :
  - La Jeune Fille et la Mort d'Ariel Dorfman (assistante à la mise en scène)[5]
  - Le Fou de Taoufik Jebali[6],[7]
- 2018 : 30 ans déjà de Taoufik Jebali (presse et communication)[8]
- 2021 : Ad libitum de Taoufik Jebali
- 2023 : Le Fou de Taoufik Jebali

## Filmographie

### Cinéma
- 2018 : Dachra d'Abdelhamid Bouchnak (premier rôle)[9],[1]
- 2021 : Papillon d'or d'Abdelhamid Bouchnak
- 2024 : Aïcha de Mehdi Barsaoui

### Télévision
- 2015 : Ambulance de Lassâad Oueslati
- 2016 : Bin Narin de Peyami Safa (voix de Nariman)[10]
- 2016-2017 : Hédhoukom d'Abdelhamid Bouchnak : Hanen, la coiffeuse bavarde
- 2017 :
  - Hobbek Derbeni (voix de Chadia)[10]
  - Kattousset Ermed, feuilleton turc doublé en dialecte tunisien et diffusé sur la chaîne Nessma de Merf Gergine, Hamdi Alacan, Ahmed Sachioghlou et Jules Abus Simergi (voix de Kalthoum)[11]
- 2018 : El Hob Elli Kweni (voix d'Imène)[10]
- 2019-2020 : Nouba d'Abdelhamid Bouchnak, diffusé sur la chaîne Nessma[12],[13],[14]
- 2020 : Tunis 2050 (saison 5) de Riadh Ghariani, Mehrez Dridi et Sami Faouar[15]
- 2021 : Ken Ya Makenech d'Abdelhamid Bouchnak : Le Petit Chaperon rouge
- 2024 : Ragouj d'Abdelhamid Bouchnak : Nssima